# League Cup 2002/03
Der League Cup 2002/03 war die 43. Austragung des Football League Cup (meist nur als League Cup bekannt).
Am Pokalwettbewerb, der am 22. August 2002 für die 92 englischen Spitzenvereine begann, nahmen die Mannschaften der ersten bis vierten englischen Profiliga teil. Die ersten fünf Runden wurden im K.-o.-System über eine Partie und im Halbfinale über Hin- und Rückspiel entschieden. Das Finale, das zum dritten Mal im Millennium Stadium in Cardiff gespielt wurde, entschied am 2. März 2003 der Erstligist FC Liverpool für sich. Unterlegener Finalist war Manchester United.

## Wettbewerb

### Vorrunde
Aufgrund eines zusätzlichen UEFA-Pokal-Platzes für Ipswich Town über die Fair-Play-Liste musste die Anzahl der Teilnehmer zur ersten Hauptrunde um einen Verein reduziert werden. Dies wurde über eine Vorrunde bereinigt.
| Datum           |                | Ergebnis |               |
| --------------- | -------------- | -------- | ------------- |
| 20. August 2002 | Bristol Rovers | 0:2      | Boston United |

### Erste Runde
Zur ersten Runde traten die Vereine an, die in der Vorsaison 2001/02 die 70 schwächsten Platzierungen in der Gesamttabelle aller vier Profiligen belegt haben. Anders gesprochen hatten 20 Mannschaften der ersten Liga sowie zwei Erstligaabsteiger in der ersten Runde ein Freilos.
| Datum              |                        | Ergebnis        |                         |
| ------------------ | ---------------------- | --------------- | ----------------------- |
| 10. September 2002 | AFC Bournemouth        | 3:3 (2:4 i. E.) | FC Brentford            |
| 10. September 2002 | Bristol City           | 0:1             | Oxford United           |
| 10. September 2002 | FC Burnley             | 3:0             | FC Blackpool            |
| 10. September 2002 | fC Bury                | 1:0             | Stoke City              |
| 10. September 2002 | Cambridge United       | 3:1             | FC Reading              |
| 10. September 2002 | Crystal Palace         | 2:1 n. V.       | Plymouth Argyle         |
| 10. September 2002 | Grimsby Town           | 0:1 n. V.       | FC Chesterfield         |
| 10. September 2002 | Hartlepool United      | 1:2             | Tranmere Rovers         |
| 10. September 2002 | Huddersfield Town      | 2:0             | FC Darlington           |
| 10. September 2002 | Hull City              | 2:4 n. V.       | Leicester City          |
| 10. September 2002 | Leyton Orient          | 3:2             | Queens Park Rangers     |
| 10. September 2002 | Lincoln City           | 1:3             | Stockport County        |
| 10. September 2002 | Mansfield Town         | 1:3             | Derby County            |
| 10. September 2002 | Northampton Town       | 0:1             | Wigan Athletic          |
| 10. September 2002 | Norwich City           | 0:3             | Cheltenham Town         |
| 10. September 2002 | Oldham Athletic        | 3:2             | Notts County            |
| 10. September 2002 | Port Vale              | 0:2             | Crewe Alexandra         |
| 10. September 2002 | FC Portsmouth          | 2:0             | Peterborough United     |
| 10. September 2002 | Rotherham United       | 3:1             | Carlisle United         |
| 10. September 2002 | Rushden & Diamonds     | 0:0 (5:3 i. E.) | FC Millwall             |
| 10. September 2002 | Sheffield United       | 1:0             | York City               |
| 10. September 2002 | Southend United        | 1:4             | FC Wimbledon            |
| 10. September 2002 | Torquay United         | 0:1             | FC Gillingham           |
| 10. September 2002 | FC Walsall             | 1:0             | Shrewsbury Town         |
| 10. September 2002 | FC Watford             | 1:2             | Luton Town              |
| 10. September 2002 | AFC Wrexham            | 2:1             | Bradford City           |
| 11. September 2002 | Boston United          | 1:5             | Cardiff City            |
| 11. September 2002 | Brighton & Hove Albion | 2:1 n. V.       | Exeter City             |
| 11. September 2002 | Coventry City          | 3:0             | Colchester United       |
| 11. September 2002 | Macclesfield Town      | 4:1 n. V.       | FC Barnsley             |
| 11. September 2002 | Nottingham Forest      | 4:0             | Kidderminster Harriers  |
| 11. September 2002 | Preston North End      | 2:1 n. V.       | Scunthorpe United       |
| 11. September 2002 | Sheffield Wednesday    | 1:0             | AFC Rochdale            |
| 11. September 2002 | Swansea City           | 2:3             | Wolverhampton Wanderers |
| 11. September 2002 | Swindon Town           | 1:2 n. V.       | Wycombe Wanderers       |

### Zweite Runde
Zu den 35 Siegern der ersten Runde gesellten sich die zwei Erstligaabsteiger sowie 11 weitere Premier:League:Vereine, die sich nicht für einen europäischen Wettbewerb qualifiziert haben, hinzu.
| Datum              |                     | Ergebnis        |                         |
| ------------------ | ------------------- | --------------- | ----------------------- |
| 24. September 2002 | Ipswich Town        | 3:1             | Brighton & Hove Albion  |
| 1. Oktober 2002    | FC Brentford        | 1:4             | FC Middlesbrough        |
| 1. Oktober 2002    | Cambridge United    | 0:7             | AFC Sunderland          |
| 1. Oktober 2002    | Charlton Athletic   | 0:0 (5:6 i. E.) | Oxford United           |
| 1. Oktober 2002    | FC Chesterfield     | 1:1 (4:5 i. E.) | West Ham United         |
| 1. Oktober 2002    | Huddersfield Town   | 0:1 n. V.       | FC Burnley              |
| 1. Oktober 2002    | Macclesfield Town   | 1:2             | Preston North End       |
| 1. Oktober 2002    | Manchester City     | 3:2             | Crewe Alexandra         |
| 1. Oktober 2002    | FC Portsmouth       | 1:3             | FC Wimbledon            |
| 1. Oktober 2002    | Rotherham United    | 4:4 (4:2 i. E.) | Wolverhampton Wanderers |
| 1. Oktober 2002    | Sheffield United    | 4:1             | Wycombe Wanderers       |
| 1. Oktober 2002    | Stockport County    | 1:2 n. V.       | FC Gillingham           |
| 1. Oktober 2002    | Tottenham Hotspur   | 1:0             | Cardiff City            |
| 1. Oktober 2002    | AFC Wrexham         | 0:3             | FC Everton              |
| 2. Oktober 2002    | Aston Villa         | 3:0             | Luton Town              |
| 2. Oktober 2002    | Bolton Wanderers    | 0:1             | FC Bury                 |
| 2. Oktober 2002    | Coventry City       | 8:0             | Rushden & Diamonds      |
| 2. Oktober 2002    | Crystal Palace      | 7:0             | Cheltenham Town         |
| 2. Oktober 2002    | Derby County        | 1:2 n. V.       | Oldham Athletic         |
| 2. Oktober 2002    | Leyton Orient       | 2:3             | Birmingham City         |
| 2. Oktober 2002    | Nottingham Forest   | 1:2             | FC Walsall              |
| 2. Oktober 2002    | Sheffield Wednesday | 1:2 n. V.       | Leicester City          |
| 2. Oktober 2002    | FC Southampton      | 6:1             | Tranmere Rovers         |
| 2. Oktober 2002    | Wigan Athletic      | 3:1             | West Bromwich Albion    |

### Dritte Runde
Neben den 24 Siegern der zweiten Runde kamen nun noch die acht Vereine, die sich für einen europäischen Vereinswettbewerb qualifiziert hatten, dazu.
| Datum            |                   | Ergebnis        |                   |
| ---------------- | ----------------- | --------------- | ----------------- |
| 5. November 2002 | Birmingham City   | 0:2             | Preston North End |
| 5. November 2002 | Manchester United | 2:0             | Leicester City    |
| 5. November 2002 | Wigan Athletic    | 1:0             | Manchester City   |
| 5. November 2002 | FC Wimbledon      | 1:3             | Rotherham United  |
| 6. November 2002 | FC Arsenal        | 2:3             | AFC Sunderland    |
| 6. November 2002 | Blackburn Rovers  | 2:2 (5:4 i. E.) | FC Walsall        |
| 6. November 2002 | FC Burnley        | 2:1             | Tottenham Hotspur |
| 6. November 2002 | FC Chelsea        | 2:1             | FC Gillingham     |
| 6. November 2002 | Crystal Palace    | 3:0             | Coventry City     |
| 6. November 2002 | FC Fulham         | 3:1             | FC Bury           |
| 6. November 2002 | Ipswich Town      | 3:1             | FC Middlesbrough  |
| 6. November 2002 | FC Liverpool      | 3:1             | FC Southampton    |
| 6. November 2002 | Newcastle United  | 3:3 (2:3 i. E.) | FC Everton        |
| 6. November 2002 | Oxford United     | 0:3             | Aston Villa       |
| 6. November 2002 | Sheffield United  | 2:1             | Leeds United      |
| 6. November 2002 | West Ham United   | 0:1             | Oldham Athletic   |

### Vierte Runde
| Datum            |                  | Ergebnis        |                   |
| ---------------- | ---------------- | --------------- | ----------------- |
| 3. Dezember 2002 | FC Burnley       | 0:2             | Manchester United |
| 3. Dezember 2002 | Crystal Palace   | 2:0             | Oldham Athletic   |
| 3. Dezember 2002 | Sheffield United | 2:0             | AFC Sunderland    |
| 4. Dezember 2002 | Aston Villa      | 5:0             | Preston North End |
| 4. Dezember 2002 | Blackburn Rovers | 4:0             | Rotherham United  |
| 4. Dezember 2002 | FC Chelsea       | 4:1             | FC Everton        |
| 4. Dezember 2002 | FC Liverpool     | 1:1 (5:4 i. E.) | Ipswich Town      |
| 4. Dezember 2002 | Wigan Athletic   | 2:1             | FC Fulham         |

### Viertelfinale
| Datum             |                   | Ergebnis |                  |
| ----------------- | ----------------- | -------- | ---------------- |
| 17. Dezember 2002 | Manchester United | 1:0      | FC Chelsea       |
| 17. Dezember 2002 | Sheffield United  | 3:1      | Crystal Palace   |
| 17. Dezember 2002 | Wigan Athletic    | 0:2      | Blackburn Rovers |
| 18. Dezember 2002 | Aston Villa       | 3:4      | FC Liverpool     |

### Halbfinale
Die Hinspiele wurden am 7. Januar 2003 und 8. Januar 2003, die Rückspiele am 21. Januar 2003 und 22. Januar 2003 ausgetragen.
|                   | Gesamt |                  | Hinspiel | Rückspiel |
| ----------------- | ------ | ---------------- | -------- | --------- |
| Sheffield United  | 2:3    | FC Liverpool     | 2:1      | 0:2 n. V. |
| Manchester United | 2:4    | Blackburn Rovers | 1:1      | 1:3       |

### Finale
| FC Liverpool                                          | FC Liverpool | Manchester United | Manchester United |
| ----------------------------------------------------- | --- | --- | ----------------- |
| FC Liverpool                                          | \| Finale \| \| Sonntag, 2. März 2003 in Cardiff (Millennium Stadium) \| \| Ergebnis: 2:0 (1:0) \| \| Zuschauer: 74.500 \| \| Schiedsrichter: Paul Durkin \| \| Spielbericht \|                                                                             | \| Finale \| \| Sonntag, 2. März 2003 in Cardiff (Millennium Stadium) \| \| Ergebnis: 2:0 (1:0) \| \| Zuschauer: 74.500 \| \| Schiedsrichter: Paul Durkin \| \| Spielbericht \|                                              | Manchester United |
| FC Liverpool                                          | Jerzy Dudek, Jamie Carragher, Stéphane Henchoz, Sami Hyypiä, John Arne Riise, El Hadji Diouf (90. Igor Bišćan), Dietmar Hamann, Steven Gerrard, Danny Murphy, Michael Owen, Emile Heskey (61. Milan Baroš/89. Vladimír Šmicer) Cheftrainer: Gérard Houllier | Fabien Barthez, Gary Neville, Wes Brown (74. Ole Gunnar Solskjær), Rio Ferdinand, Mikaël Silvestre, David Beckham, Roy Keane, Juan Sebastián Verón, Ryan Giggs, Paul Scholes, Ruud van Nistelrooy Cheftrainer: Alex Ferguson | Manchester United |
| FC Liverpool                                          | 1:0 Steven Gerrard (39.) 2:0 Michael Owen (86.) | | Manchester United |
| Finale                                                | | |                   |
| Sonntag, 2. März 2003 in Cardiff (Millennium Stadium) | | |                   |
| Ergebnis: 2:0 (1:0)                                   | | |                   |
| Zuschauer: 74.500                                     | | |                   |
| Schiedsrichter: Paul Durkin                           | | |                   |
| Spielbericht                                          | | |                   |